# ناحیه کاوینگتون، میشیگان
ناحیه کاوینگتون (به انگلیسی: Covington Township) یک منطقهٔ مسکونی در ایالات متحده آمریکا است که در شهرستان براگا، میشیگان واقع شده‌است.
 ناحیه کاوینگتون ۵۰۸٫۵ کیلومتر مربع مساحت و ۴۷۶ نفر جمعیت دارد و ۴۹۶ متر بالاتر از سطح دریا واقع شده‌است.